# Fonte energética

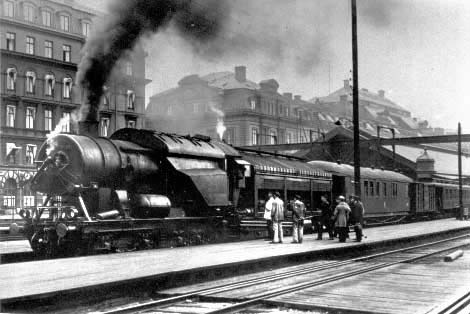
Locomotiva com turbina a vapor.

Fontes energéticas são recursos dos quais se pode obter energia. Com o uso da energia, é possível colocar navios, comboios, motos e carros em movimento, fazer funcionar máquinas e aparelhos domésticos e iluminar ruas e residências, entre outras coisas. 

## Renovação de energia
A primeira fonte de energia a ser usada pelo ser humano foi a do Sol e a de seu próprio corpo. Com o tempo, passou-se a usar a energia eólica  (vento), a energia hidráulica (da água) e dos músculos dos animais domesticados.
Durante a Revolução Industrial, o uso do carvão mineral como fonte de energia deu um grande impulso à indústria e aos transportes. Isso propiciou o funcionamento dos motores a vapor instalados nas máquinas fabris, nas locomotivas e nos navios.
A busca de novas fontes de energia naturais, mais eficientes e economicamente rentáveis, continuou. No século XIX, o petróleo (combustível fóssil), que já era conhecido desde a pré-história, começou a ser usado na indústria para a produção de gasolina e outros derivados. No século XX, foi a vez do aproveitamento da energia nuclear, contida no núcleo dos átomos.

## Danos
É impossível imaginar o mundo moderno sem o aproveitamento das fontes de energia. No entanto, elas não geram apenas riqueza. Mas também muitos danos.
A queima do petróleo e do carvão, por exemplo, provoca sérios danos ao meio ambiente, como o aumento do efeito estufa, responsável pela elevação da temperatura média da terra.